# Marco Sansovini
Marco Sansovini (Roma, 17 giugno 1980) è un allenatore di calcio ed ex calciatore italiano, di ruolo attaccante.

## Caratteristiche tecniche

### Giocatore
Era una prima punta - mancina di piede - rapida nei movimenti, che prediligeva svariare su tutto il fronte offensivo senza dare punti di riferimento agli avversari. In grado di giocare spalle alla porta, tra le sue doti spiccavano il senso della posizione, che unito alla capacità di saltare gli avversari in dribbling, gli consentiva di trovare la conclusione senza il sostegno della squadra, la freddezza sotto porta (anche dal dischetto) e le reti in acrobazia.
Con l'arrivo di Zeman sulla panchina del Pescara venne adattato ad esterno destro d'attacco nel 4-3-3.

## Carriera

### Giocatore
Muove i suoi primi passi nelle giovanili della Roma. A distanza di un anno subisce due infortuni al crociato - il primo al ginocchio destro, il secondo al sinistro - che ne limitano inizialmente l'ascesa. Dopo una lunga gavetta nelle serie inferiori, nel 2008 approda al Grosseto, che in precedenza lo aveva prestato al Pescara, in Serie C1. Esordisce in Serie B il 30 agosto nel derby vinto contro il Pisa (1-2). Esce al 58', sostituito da Pichlmann. Mette a segno la sua prima rete in campionato alla settima giornata contro l'AlbinoLeffe (2-2 il finale), su calcio di rigore. Termina l'annata con 15 reti, rivelandosi capocannoniere dei maremmani e contribuendo al raggiungimento del sesto posto valido per l'accesso ai play-off valevoli per la promozione in Serie A.
Il 31 agosto 2009 scende di categoria per tornare al Pescara, firmando un contratto quadriennale. Conclude la stagione, terminata con la promozione in Serie B, con 33 presenze e 5 reti, di cui una contro il Verona nella finale di andata dei play-off validi per l'accesso alla serie cadetta.
Nominato capitano dei biancoazzurri, con l'arrivo di Zeman sulla panchina del Pescara cambia ruolo, adattandosi ad ala destra. Il 22 ottobre 2011 in Pescara-Ascoli (4-1), realizza la sua prima tripletta in carriera, scavalcando, con 39 reti, Bruno Nobili nella classifica dei marcatori più prolifici nella storia del Pescara. Chiude la stagione con 41 presenze e 16 reti, contribuendo al ritorno in Serie A dei biancoazzurri dopo 20 anni di assenza.
Il 21 giugno 2012 firma un biennale con lo Spezia. Nominato capitano della squadra, esordisce con i liguri il 12 agosto in Spezia-Sorrento (4-1), valida per il secondo turno di Coppa Italia, andando a segno con un colpo di testa. Si ripete alla prima giornata di campionato contro il Vicenza (2-1), siglando una doppietta. Conclude l'anno solare con 19 reti (5 con il Pescara e 14 con lo Spezia), risultando il miglior marcatore della cadetteria, a pari reti con Ferdinando Sforzini. Il 9 febbraio 2013 nel corso della gara interna vinta contro l'Ascoli (4-3 il finale), subentra al 55' al posto di Simone Romagnoli con la squadra sotto di tre reti, mettendo a segno una tripletta (la prima con le aquile), contribuendo insieme ad Antenucci alla vittoria in rimonta dello Spezia.
Conclude l'annata con 37 presenze e 20 reti, a cui si aggiungono due apparizioni con una marcatura in Coppa Italia, risultando il capocannoniere dei liguri, oltre al giocatore più impiegato degli aquilotti nel corso della stagione insieme ad Andrea Bovo. Il 25 luglio prolunga il suo contratto fino al 2015.
Poco utilizzato tra le aquile, il 10 gennaio 2014 viene ceduto in prestito al Novara. Il 26 gennaio segna la sua prima rete in maglia azzurra. Il 18 luglio 2014 viene ceduto all'Entella, club ligure neo-promosso in Serie B. Il 7 settembre 2014 entra nella storia della società, segnando la prima rete in assoluto dei liguri in Serie B contro il Bologna (1-1 il finale). Il 2 febbraio 2015 viene ceduto in prestito al Pescara, nello scambio che porta Aniello Cutolo a compiere il percorso inverso. Torna al gol con gli abruzzesi - con un tiro da 30 metri - il 22 febbraio contro il Catania. Il 28 febbraio mette a segno una tripletta ai danni dell'Entella, scavalcando Michele Gelsi nella classifica all-time dei marcatori biancoazzurri.
Il 28 giugno il Pescara riscatta il giocatore.
Il 27 gennaio 2016 passa in prestito alla Cremonese, in Lega Pro. Il 20 luglio 2016 passa in prestito al Teramo. Il 31 agosto 2017 firma un contratto annuale con la Fermana. Il 28 agosto 2018 viene ingaggiato dal Modena, in Serie D. Il 5 agosto 2019 viene tesserato dal Notaresco. A fine stagione si ritira.

### Allenatore
Diventato allenatore dell’Under-16 del Pescara nell’estate del 2020, il 14 febbraio 2021 passa in prima squadra diventando collaboratore del nuovo allenatore Gianluca Grassadonia.
Lasciato il Pescara, nell'estate 2021 assume la guida dell'under 16 della SPAL. Terminata la stagione, non rinnova con la società Ferrarese.
Il 14 novembre 2022 gli viene affidata la panchina della prima squadra dell'Ortona, club militante nel torneo Abruzzese di Eccellenza, cui non riesce a salvare, retrocedendo in Promozione.
L'8 agosto 2023 rileva l'incarico di tecnico della formazione Primavera del Pineto.
A novembre 2024, viene chiamato ad allenare la formazione Under-17 del Modena, al posto di Michele Troiano, promosso come vice-allenatore della prima squadra.

## Statistiche

### Presenze e reti nei club
| Stagione         | Squadra          | Campionato       | Campionato | Campionato | Coppe nazionali | Coppe nazionali | Coppe nazionali | Coppe continentali | Coppe continentali | Coppe continentali | Altre coppe | Altre coppe | Altre coppe | Totale | Totale |
| Stagione         | Squadra          | Comp             | Pres       | Reti       | Comp            | Pres            | Reti            | Comp               | Pres               | Reti               | Comp        | Pres        | Reti        | Pres   | Reti   |
| ---------------- | ---------------- | ---------------- | ---------- | ---------- | --------------- | --------------- | --------------- | ------------------ | ------------------ | ------------------ | ----------- | ----------- | ----------- | ------ | ------ |
| 1998-1999        | Foggia           | C1               | 4          | 0          | CI+CI-C         | 0               | 0               | -                  | -                  | -                  | -           | -           | -           | 4      | 0      |
| 1999-2000        | Roma             | A                | 0          | 0          | CI              | 0               | 0               | CU                 | -                  | -                  | -           | -           | -           | 0      | 0      |
| 2000-2001        | Viareggio        | C2               | 25+2       | 2          | CI-C            | 4               | 1               | -                  | -                  | -                  | -           | -           | -           | 31     | 3      |
| 2001-2002        | Viareggio        | C2               | 31+2       | 8          | CI-C            | 3               | 2               | -                  | -                  | -                  | -           | -           | -           | 36     | 10     |
| Totale Viareggio | Totale Viareggio | Totale Viareggio | 56+4       | 10         |                 | 7               | 3               |                    | -                  | -                  |             | -           | -           | 67     | 13     |
| 2002-gen. 2003   | Torres           | C1               | 17         | 1          | CI-C            | 0               | 0               | -                  | -                  | -                  | -           | -           | -           | 17     | 1      |
| gen.-giu. 2003   | Tivoli           | C2               | 9+2        | 4+1        | CI-C            | -               | -               | -                  | -                  | -                  | -           | -           | -           | 11     | 5      |
| 2003-2004        | Torres           | C1               | 22         | 2          | CI-C            | 5               | 2               | -                  | -                  | -                  | -           | -           | -           | 27     | 4      |
| Totale Torres    | Totale Torres    | Totale Torres    | 39         | 3          |                 | 5               | 2               |                    | -                  | -                  |             | -           | -           | 44     | 5      |
| 2004-2005        | Pro Sesto        | C2               | 32         | 7          | CI-C            | 1               | 1               | -                  | -                  | -                  | -           | -           | -           | 33     | 8      |
| 2005-2006        | Pro Sesto        | C1               | 33+2       | 11         | CI+CI-C         | 1+1             | 0+1             | -                  | -                  | -                  | -           | -           | -           | 37     | 12     |
| Totale Pro Sesto | Totale Pro Sesto | Totale Pro Sesto | 65+2       | 18         |                 | 3               | 2               |                    | -                  | -                  |             | -           | -           | 70     | 20     |
| 2006-gen. 2007   | Grosseto         | C1               | 16         | 0          | CI+CI-C         | 1+1             | 0               | -                  | -                  | -                  | -           | -           | -           | 18     | 0      |
| gen.-giu. 2007   | Manfredonia      | C1               | 14         | 3          | CI-C            | -               | -               | -                  | -                  | -                  | -           | -           | -           | 14     | 3      |
| 2007-2008        | Pescara          | C1               | 29         | 16         | CI-C            | 0               | 0               | -                  | -                  | -                  | -           | -           | -           | 29     | 16     |
| 2008-2009        | Grosseto         | B                | 37+2       | 15+1       | CI              | 2               | 1               | -                  | -                  | -                  | -           | -           | -           | 41     | 17     |
| ago. 2009        | Grosseto         | B                | 2          | 0          | CI              | 1               | 0               | -                  | -                  | -                  | -           | -           | -           | 3      | 0      |
| Totale Grosseto  | Totale Grosseto  | Totale Grosseto  | 55+2       | 15+1       |                 | 5               | 1               |                    | -                  | -                  |             | -           | -           | 62     | 17     |
| ago. 2009-2010   | Pescara          | 1D               | 29+4       | 4+1        | CI-LP           | 0               | 0               | -                  | -                  | -                  | -           | -           | -           | 33     | 5      |
| 2010-2011        | Pescara          | B                | 40         | 11         | CI              | 1               | 0               | -                  | -                  | -                  | -           | -           | -           | 41     | 11     |
| 2011-2012        | Pescara          | B                | 41         | 16         | CI              | 1               | 0               | -                  | -                  | -                  | -           | -           | -           | 42     | 16     |
| 2012-2013        | Spezia           | B                | 37         | 20         | CI              | 2               | 1               | -                  | -                  | -                  | -           | -           | -           | 39     | 21     |
| 2013-gen. 2014   | Spezia           | B                | 15         | 1          | CI              | 3               | 3               | -                  | -                  | -                  | -           | -           | -           | 18     | 4      |
| Totale Spezia    | Totale Spezia    | Totale Spezia    | 52         | 21         |                 | 5               | 4               |                    | -                  | -                  |             | -           | -           | 57     | 25     |
| gen.-giu. 2014   | Novara           | B                | 19         | 8          | CI              | -               | -               | -                  | -                  | -                  | -           | -           | -           | 19     | 8      |
| 2014-gen. 2015   | Virtus Entella   | B                | 19         | 4          | CI              | 1               | 0               | -                  | -                  | -                  | -           | -           | -           | 20     | 4      |
| gen.-giu. 2015   | Pescara          | B                | 15+3       | 6          | CI              | -               | -               | -                  | -                  | -                  | -           | -           | -           | 18     | 6      |
| 2015-gen. 2016   | Pescara          | B                | 5          | 0          | CI              | 1               | 0               | -                  | -                  | -                  | -           | -           | -           | 6      | 0      |
| Totale Pescara   | Totale Pescara   | Totale Pescara   | 159+7      | 53+1       |                 | 3               | 0               |                    | -                  | -                  |             | -           | -           | 169    | 54     |
| gen.-giu. 2016   | Cremonese        | LP               | 14         | 6          | CI+CI-LP        | 0               | 0               | -                  | -                  | -                  | -           | -           | -           | 14     | 6      |
| 2016-2017        | Teramo           | LP               | 38+2       | 9          | CI+CI-LP        | 1+2             | 0+1             | -                  | -                  | -                  | -           | -           | -           | 43     | 10     |
| 2017-2018        | Fermana          | C                | 29         | 5          | CI-C            | -               | -               | -                  | -                  | -                  | -           | -           | -           | 29     | 5      |
| 2018-2019        | Modena           | D                | 30+3       | 5+3        | CI-D            | -               | -               | -                  | -                  | -                  | -           | -           | -           | 33     | 8      |
| 2019-2020        | Notaresco        | D                | 21         | 11         | CI-D            | 1               | 1               | -                  | -                  | -                  | -           | -           | -           | 22     | 12     |
| Totale carriera  | Totale carriera  | Totale carriera  | 644        | 182        |                 | 34              | 15              |                    | -                  | -                  |             | -           | -           | 688    | 197    |

## Palmarès

### Giocatore

#### Club
- Campionato italiano Serie C2: 1

Pro Sesto: 2004-2005 (Girone A)
- Campionato italiano di Serie B: 1

Pescara: 2011-2012

#### Individuale
- Capocannoniere della Coppa Italia: 1

2013-2014 (3 gol a pari merito con Lorenzo Insigne, José María Callejón, Gervinho, Osarimen Ebagua, Felice Evacuo e Giuseppe De Luca)